# Tekuanga
Tekuanga ist ein Ort mit einer Landfläche von 2 Hektar auf dem Marakei-Atoll in den zum Inselstaat Kiribati gehörenden Gilbertinseln im Pazifischen Ozean. 2020 hatte der Ort 200 Einwohner.

## Geographie
Tekuanga liegt im Nordosten von Marakei zwischen Antai im Norden und Norauea im Süden. Im Ort gibt es ein traditionelles Versammlungshaus (Tekuanga Maneaba).

## Klima
Das Klima ist tropisch heiß, wird jedoch von ständig wehenden Winden gemäßigt. Ebenso wie die anderen Orte des Marakei-Atolls wird Tekuanga gelegentlich von Zyklonen heimgesucht.